# Liste von Kraftwerken in Vanuatu
Dies ist eine Liste der derzeitigen, geplanten und ehemaligen Kraftwerke Vanuatus.
Die Elektrizitätsversorgung in Vanuatu wird durch die Utilities Regulatory Authority reguliert, die dem Department of Energy
des Ministeriums für Klimawandel und Naturkatastrophen untersteht. Die Versorgung unterliegt dem Unternehmen Unelco Engie. Vanuatu generiert seine benötigte Elektrizität durch Stromerzeugungsaggregat, die mit fossilen Brennstoffen und Kopraöl angetrieben werden, Wasserkraft, Windenergie sowie Photovoltaikanlagen.

## Kraftwerke in Betrieb
Quelle:
| KW-Name                  | Leistung in MW | Standort       | Betreiber    | Status                                         | Art                   |
| ------------------------ | -------------- | -------------- | ------------ | ---------------------------------------------- | --------------------- |
| Port Vila Power Station  | 26,5           | Efate          | Unelco Engie | 83 % Diesel, 12 % Kopra, 5 % Wind, 0,2 % Solar | v. a. Dieselgenerator |
| Luganville Power Station | 04,1           | Espiritu Santo |              | 86 % Wasser, 14 % Diesel                       | v. a. Wasserkraft     |
| Lakatoro Power Station   | 00,5           | Malekula       | Unelco Engie | 68 % Diesel, 27 % Kopra, 5 % Solar             | v. a. Dieselgenerator |
| Lenakel Power Station    | 00,5           | Tanna          | Unelco Engie | 94 % Diesel, 6 % Solar                         | v. a. Dieselgenerator |
| GESAMT                   | 31,6           |                |              |                                                |                       |